# Inégalité sociale
Pour les articles homonymes, voir Inégalité.
 (février 2024).
Si vous disposez d'ouvrages ou d'articles de référence ou si vous connaissez des sites web de qualité traitant du thème abordé ici, merci de compléter l'article en donnant les références utiles à sa vérifiabilité et en les liant à la section « Notes et références ».

Liste des pays par IDH ajusté selon les inégalités en 2022.

Une inégalité sociale est une différence dans l’accès aux ressources disponibles dans une société donnée, comme les inégalités sociales en santé, ou le racisme systémique. Elles sont le résultat d'une distribution inégale des ressources en termes d'accessibilité.
Les inégalités sociales sont au fondement de la stratification des sociétés humaines. En effet, l'accès inégal aux ressources socialement valorisées distribue les individus en différents groupes sociaux.

## Concept
Les inégalités sociales se construisent dans un rapport dialectique aux différences qui peuvent exister entre les individus. « Si chacun était identique aux autres, il ne pourrait exister d'inégalité », rappelle Louis Chauvel. Toutefois, des différences ne suffisent pas à faire une inégalité sociale. Pour qu'une différence devienne inégalité sociale, il faut qu'elle se traduise par un accès inégal entre des individus différents, à certaines ressources.
Ainsi, la différence sexuelle biologique n'est pas, en soi, une inégalité sociale. Le fait que certains individus soient, biologiquement, nés avec des yeux verts ou des yeux marron ou du sexe masculin et d'autres du sexe féminin ne devient une inégalité que si, à partir de cette différence biologique, se constitue un accès différenciésociété aux ressources disponibles dans une société donnée. Par exemple, dans de nombreuses sociétés, la différence sexuelle a été accompagnée d'une inégalité entre hommes et femmes, se traduisant notamment par un accès privilégié des hommes aux ressources économiques, politiques ou culturelles.
Les inégalités sociales sont le produit contingent de l'histoire sociale. Elles ne sont pas naturelles : leur existence est un phénomène social, qui n'est pas détachable du fonctionnement de l'organisation sociale qui est à leur origine. Comme le rappelle d'ailleurs Max Weber ces discours ont une double fonction à la fois externe de légitimation sociale. Une inégalité sociale se distingue d'une différence naturelle.
Dans les Mots de la Géographie, Roger Brunet définit l'inégalité sociale comme « une différence perçue ou vécue comme une injustice n'assurant pas les mêmes chances à chacun ». L'inégalité sociale renvoie a des rapports de domination vécus comme une injustice.
L'esclavage est une forme extrème d'inégalité sociale, allant jusqu'à la déshumanisation

## Formes d'inégalités sociales

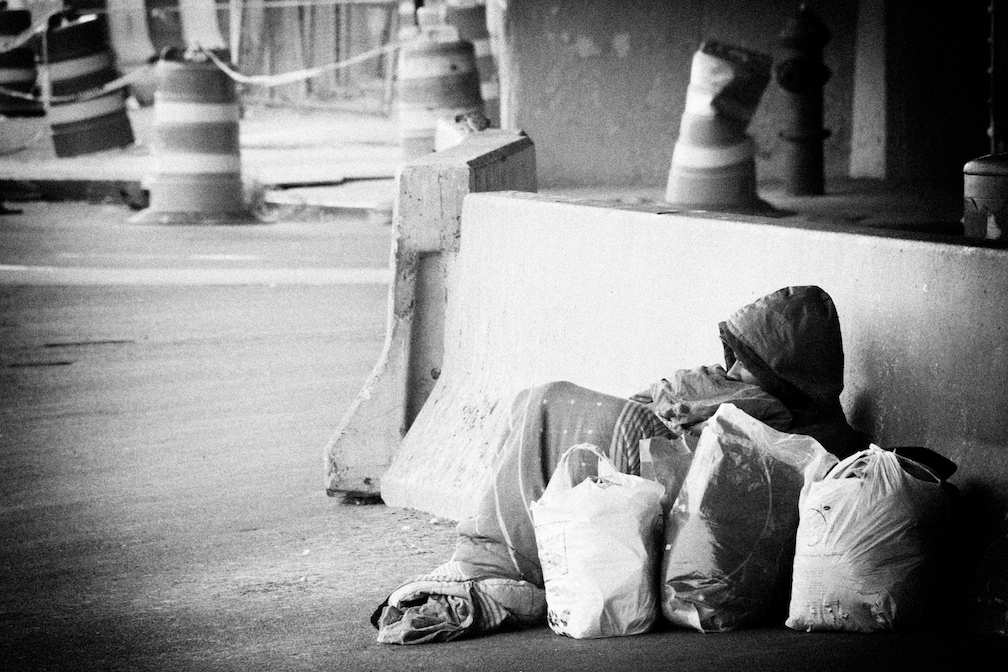
Personne sans abri, à NewYork

Les inégalités sociales font aussi référence aux différentes catégories sociales qui peuvent cumuler privilèges sociaux ou défaveurs, et qui entretiennent voire aggravent les inégalités sociales.
Il existe plusieurs formes d'inégalités sociales
- Les inégalités de richesse, dont l'héritage[6];

- Les inégalités de revenu, dans l'accès à l'embauche[7] ;
- Les inégalités d'accès à la culture (dont la fracture numérique) ;
- Les inégalités d'accès aux loisirs ;
- Les inégalités sociales de santé ;
- Les inégalités d'accès au logement ;
- Les inégalités de frais d'inscription à l'université.

Des causes fréquentes d'inégalités sociales peuvent être des discriminations ou stigmatisations liées à des préjugés, comme le sexisme ou le racisme, qui tendent à considérer des individus comme moins dignes d'accès à ces ressources.

### Inégalité des chances
- Si vous ne connaissez pas le sujet, laissez ce bandeau (vous pouvez alors contacter les auteurs).
- Si vous supprimez le contenu mis en cause (vous pouvez préalablement contacter les auteurs),

argumentez précisément cette suppression dans la page de discussion
(un manque de référence n'est pas un argument ; une recherche réelle de référence doit avoir été effectuée, être formellement documentée).
À leur naissance, les individus sont placés dans des conditions différentes favorisant plus ou moins leur réussite sociale (différence entre milieu favorisé ou défavorisé, validité ou handicap physique…). L'égalité des chances est un idéal et un paradigme libéral individualiste, qui consisterait à concevoir les individus dans des conditions de départ égales ou équivalentes (avec compensation des inégalités naturelles et inégalités sociales), afin qu'ils aient toutes les chances de réussir et que le seul déterminant soit leur volonté et leur mérite.
Cet idéal reste lointain (en supposant même qu'on arrive à un accord sur la situation de référence), mais il est au moins possible de réduire les inégalités de départ les plus criantes (celles pour lesquels il y a consensus), en assurant à tous les enfants un accès le plus élevé possible aux biens critiques (alimentation, soins médicaux, éducation).
La reproduction sociale est la situation dans laquelle la position sociale des parents est un facteur déterminant de la position sociale des enfants. La proportion de changement de milieu social d'une génération à une autre (ou, inversement, la forte corrélation entre le statut des enfants et celui des parents) est caractéristique de la société. Même pour une société donnée, selon les auteurs, cette reproduction sociale est très importante ou marginale,.

### Inégalités et répartition des richesses
La répartition des richesses, telle qu'elle a pu être observée dans les sociétés, n'a jamais été totalement égalitaire, et a été souvent très inégalitaire, une petite minorité détenant parfois presque toutes les richesses (dans les cas les plus extrêmes de sociétés esclavagistes, comme à Saint-Domingue au milieu du XIXe siècle). Les inégalités de revenu sont toujours moins importantes (notamment du fait que même dans les sociétés esclavagistes la subsistance des esclaves a dû être un minimum assurée) que celles de patrimoine, dont certaines sont socialement admises (par la justice sociale) et d'autres moins. Ce critère de richesse est d'autant plus pertinent pour estimer l'échelle sociale que la société est plus « marchande », mais d'autres aspects comptent voire prédominent : prestige, statut, pouvoir, rang social (appartenance au « parti »), nombre et rang des alliés…
La réduction des inégalités, tant au sein des pays que d'un pays à l’autre, est l'objectif no 10 des 17 Objectifs de Développement Durable (ODD) adoptés en 2015 par l'Assemblée générale des Nations unies.
À la suite de l'ouvrage Travailler deux heures par jour du collectif Adret ; les sociologues Christian Baudelot, Roger Establet et Jacques Toiser écrivent en 1979 en s'appuyant sur les données de la comptabilité nationale, une analyse statistique des inégalités. Les chiffres de l'INSEE leur permettent de comparer les équivalents en temps de travail des échanges économiques inégaux entre classes sociales. Ainsi, en 1971, 70 % des richesses nouvelles créées profitaient à 30 % de la population. 1 % des ménages français possèdent plus de la moitié des actions françaises. 10 ans de différence d'espérance de vie entre les 10 % les plus riches et les 10 % les plus pauvres en France.
D'après les chiffres disponibles de l'INSEE, 10 % des Français ne perçoivent que 3 % de la masse totale des revenus, contre 10 % de Français qui perçoivent 25 % de la masse totale des revenus.
Selon la documentation française, les 5 % les plus riches des Français détiennent près de 30 % du patrimoine national. En 2001, selon l'ONU les 1 % des personnes les plus riches de la planète sont en possession de 40 % des richesses mondiales. 2 % de l'humanité concentre 50 % du patrimoine de la planète, alors que la moitié de la population mondiale n'en détient que 1 %. Les 10 % les plus riches des habitants de la planète possèdent 124 fois plus que les 10 % les plus pauvres.
En 2016, les inégalités se sont accentuées, selon l'étude OXFAM de janvier 2017 les 1 % des personnes les plus riches de la planète sont en possession d'autant de richesses que les 99 % restant, les 8 hommes les plus riches détiennent autant de richesses que les 3,7 milliards de personnes les plus pauvres (53 % de la population mondiale). En Belgique, les 10 % les plus riches gagnent 8 fois le revenu des 10 % les plus pauvres. Aux États-Unis, le rapport est de 17, au Chili 43, au Brésil 66, en Namibie 129. En Amérique latine, les propriétaires fonciers constituent 7 % de la population globale et possèdent 93 % des terres.

## Analyse
Les inégalités sont rarement unidimensionnelles.Dans les sociétés modernes, elles sont multidimensionnelles, enchevêtrées et cumulatives. Il n'y a pas qu'un seul type d'avantages qui est réparti inégalement entre les groupes sociaux et aucun de ces groupes ne bénéficient de manière préférentielle de tous les avantages. On peut toutefois, analytiquement, distinguer les inégalités quantitatives, de nature économique, des inégalités qualitatives, en particulier des inégalités politiques et sociales. D'autre part, bien que les inégalités soient nombreuses et se situent sur plusieurs dimensions, elles forment un système, dans la mesure où elles s'engendrent les unes les autres.
Par ailleurs, les inégalités comportent une forte composante spatiale, comme tout phénomène social, les inégalités ne sont pas abstraites, éthérées, mais revêtent « nécessairement » une dimension spatiale, s’incarnent dans des corps, s’inscrivent dans des lieux (localisation résidentielle, rapport à la mobilité…), renvoient à des échelles (maîtrisées, pratiquées).

### Inégalités économiques

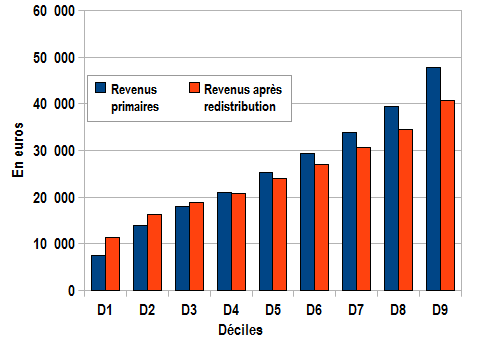
Revenus primaires et revenus après taxation et redistribution des ménages en France en euros par an en 2004. Les revenus sont classés en déciles : le D1 correspond au seuil en dessous duquel vivent les des ménages français qui ont le revenu primaire le plus faible (7200 euros), le D2 à celui sous lequel vivent les les moins riches

Les inégalités économiques occupent une place centrale dans la hiérarchisation des sociétés capitalistes. Au sein du « système des inégalités », les inégalités économiques sont particulièrement structurantes.

#### Inégalités de revenu

##### Revenu primaire et redistribution
(décembre 2024).
Les ressources économiques que reçoit un individu au cours d'une période donnée, et qui constituent son revenu, jouent un rôle central dans les inégalités économiques. Ces inégalités se constituent au moment de la distribution primaire des revenus, avant l'action de l'État : revenus d'activité, et en particulier salaires, ainsi que revenus provenant du patrimoine. Ces inégalités peuvent être en partie corrigées par le système de redistribution étatique : les prélèvements obligatoires pèsent surtout sur les plus riches tandis que les prestations sociales bénéficient prioritairement aux plus pauvres. Ainsi comme le montre le diagramme ci-contre, le revenu en dessous duquel vivent les 10 % des ménages français les plus pauvres (premier décile) était de 7 200 euros en 2024. Après redistribution, il était de 11 400 euros, soit un revenu supérieur de 60 %. Au contraire, le seuil au-dessus duquel vivaient les 10 % des ménages français les plus riches (décile 9) (40 733 euros) était diminué de 14 % après redistribution et taxation.
Les inégalités de revenu sont donc non négligeables en France, puisque le seuil au-dessus duquel vivent les 10 % des ménages les plus riches est 3,5 fois plus élevé que celui en dessous duquel vivent les 10 % les moins riches. Les 10 % des ménages les moins riches sont, pour l'essentiel, des chômeurs ou des individus qui ont peu travaillé durant l'année ainsi que des petites retraites. C'est donc l'absence ou la faiblesse des revenus d'activité qui est à l'origine de leur pauvreté que compense pour partie la redistribution de l'État providence. Au contraire, parmi les plus riches aux revenus d'activité importants s'ajoutent des revenus obtenus grâce au patrimoine.

##### Inégalités de revenus dans le temps

Part du revenu des des français les plus riches dans le revenu total (1919-2005) (données de Thomas Piketty jusqu'en 1998 et Camille Landais après).

Les inégalités de revenu ont connu, en France, au cours du XXe siècle une rupture très importante après la seconde guerre mondiale. La part du revenu des 10 % des Français les plus riches dans le revenu total s'effondre à ce moment-là, passant de près de la moitié de l'ensemble des revenus à un tiers. Le début des Trente Glorieuses est marqué par une reconstitution partielle des inégalités, mais elles ne rejoignent pas leur niveau d'avant guerre, et redescendent ensuite pour stagner depuis. De la même façon, le rapport entre le seuil de revenu au-dessus duquel vivent les 10 % les plus riches et celui sous lequel vivent les 10 % les moins riches (ce qu'on appelle le « rapport interdécile ») est passé de 9 après guerre à un peu plus de 3 aujourd'hui. Les inégalités de revenu, mesurées par le rapport interdécile, ont donc diminué par 3 depuis la seconde guerre mondiale.
Cette mutation importante est due pour l'essentiel à l'effondrement de la richesse relative des plus riches parmi les plus riches : les 1 % des français qui ont le revenu le plus élevé voit celui-ci passer de 20 % du revenu total en 1920 à 9 % puis 8 % après guerre. Cette mutation renvoie, comme on le verra, à la disparition des revenus du patrimoine considérable dont ils jouissaient. Avec la guerre a disparu la société des rentiers : aujourd'hui, les plus riches sont des cadres, qui doivent leur richesse pour la plus grande part à leurs revenus d'activité, complétés par des revenus du patrimoine. Avant guerre, les plus riches étaient des rentiers, dont les revenus d'activité n'occupaient qu'une faible place dans leurs revenus totaux. Toutefois, cette évolution s'est interrompu depuis 1998. Le rapport interdécile (seuil des 10 % revenus supérieurs / seuil des 10 % revenus inférieurs) a légèrement augmenté. Le rapport entre le revenu moyen des 10 % les plus riches et celui des 10 % les plus pauvres a lui aussi augmenté, passant de 5,58 en 2002 à 5,69 en 2005.
Cette augmentation des inégalités reste toujours probablement sous-estimée par l'INSEE, qui fonde ses mesures sur les déciles dans la répartition des revenus. Or, dans la mesure où ce sont surtout les plus des plus hauts revenus qui augmentent, l'analyse du revenu des 10 % les plus riches ne permet pas d'analyser finement de telles évolutions. Une étude récente menée par Camille Landais s'efforce de pallier ce manque. Selon cette étude, entre 1998 et 2006, le revenu moyen des 10 % les plus riches aurait augmenté de 9 %, celui des 1 % les plus riches de 19 %, celui des 0 % les plus riches de 32 % et celui des 0 % les plus riches de 42 %. Ainsi, plus l'on monte dans la hiérarchie des revenus, plus les revenus se sont accrus. La France semble, avec retard et de manière moins marquée, prendre la même trajectoire que les États-Unis. Cette hausse des inégalités serait à la fois due à une hausse des inégalités de salaire, mais aussi à un accroissement très fort des inégalités de revenus du patrimoine, tirés par les dividendes (parfois basés sur des frais de gestion d'une société de portefeuille ; management fees) et les plus values, notamment immobilières[réf. nécessaire].

##### Inégalités de revenus dans l'espace

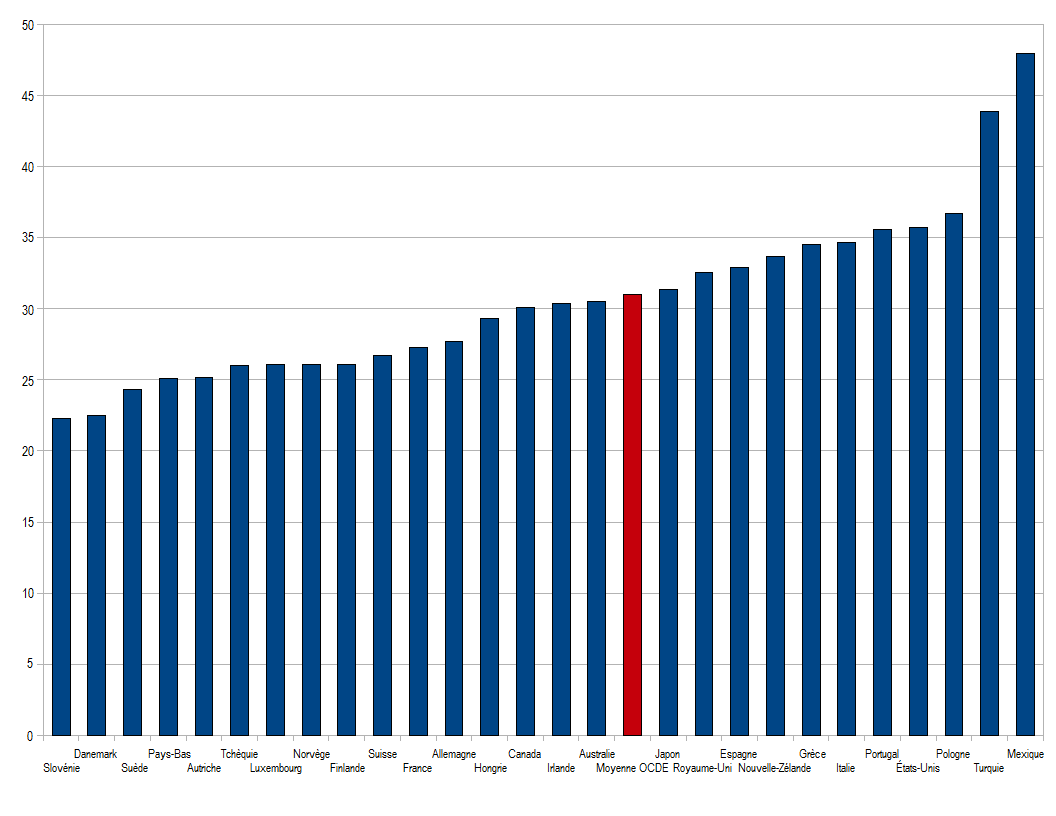
Coefficient de Gini pour la distribution du revenu disponible des ménages en 2000 dans les pays de l'OCDE.

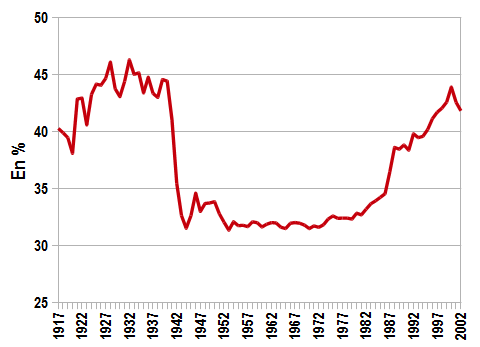
Évolution de la part du revenu des 10 % les plus riches dans le revenu total aux États-Unis. Données de Emmanuel Saez et Thomas Piketty.

Les inégalités de revenu diffèrent grandement entre les pays, même dans le cas des seuls pays développés. Ainsi, à la fin des années 1980, le rapport interdécile était de 2,7 en Suède contre 5,9 aux États-Unis. L'OCDE fournit des données plus récentes, construites à partir du coefficient de Gini, qui nous permettent de dresser une typologie des pays en fonction de l'importance de l'inégalité de revenu qui y prévaut. Le coefficient vaut 100 dans le cas d'une société parfaitement inégalitaire (une personne a tous les revenus), et 0 dans le cas contraire.
Des pays très égalitaires (coefficient inférieur à 22), constitués en particulier des pays scandinaves, s'opposent à des pays très inégalitaires. Ceux-ci sont constitués de trois ensembles : les pays les plus pauvres de l'OCDE (Mexique), les pays du bassin méditerranéen (Portugal, Grèce, Italie) et, enfin, certains pays anglo-saxons, en particulier les États-Unis.
Par ailleurs, les pays anglo-saxons, en particulier les États-Unis, le Royaume-Uni et le Canada, se singularisent pour une deuxième raison : ils sont parmi les plus inégalitaires des pays développés parce qu'ils ont connu une très forte augmentation de leurs inégalités de revenu. Comme la plupart des pays développés, dont la France, ces trois pays virent leurs inégalités de revenu diminuer fortement après la Seconde Guerre mondiale. Toutefois, cette évolution a été brutalement interrompue au début des années 1980, selon une temporalité proche dans les trois pays. Depuis, ces pays connaissent une montée extrêmement forte des inégalités. Les États-Unis ont ainsi retrouvé des niveaux d'inégalité d'avant la Seconde Guerre mondiale, alors que, au début des années 1970, ils étaient un pays relativement égalitaire, plus que la France par exemple. Les 10 % les plus riches perçoivent ainsi, en 2002, aux États-Unis, 42 % du revenu total du pays, alors qu'ils n'en obtenaient que 32 % trente ans plus tôt. Les 20 % les plus riches en touchent la moitié, contre 43 % en 1970. La part des 20 % les plus pauvres est passée, dans le même temps, de 4 % à 3 %.
De fait, entre 1980 et 2007, le revenu des plus riches a fortement augmenté, et d'autant plus fortement qu'ils étaient en haut de la hiérarchie des revenus (+50 % pour les 20 % les plus riches, +72 % pour les 5 % les plus riches et +111 % pour les 1 % les plus riches (entre 79 et 2002) tandis que les revenus des plus pauvres stagnaient (+1 % pour les 20 % les moins riches). Autrement dit, plus on monte dans la hiérarchie des revenus, plus ceux-ci augmentent, parfois considérablement. Inversement, plus on descend, moins les revenus augmentent : ils stagnent même pour les 20 % les moins riches depuis près de 30 ans.
La tendance à l'égalisation des conditions qu'entrevoyait Tocqueville il y a un siècle et demi a donc été soudainement brisée : la société américaine est redevenue une société très inégalitaire. Et cette remontée des inégalités prend la forme d'une explosion des revenus des plus riches, explosion d'autant plus forte que l'on monte dans la hiérarchie des revenus, alors que les revenus les plus faibles, jusqu'au revenu médian, connaissent une stagnation.

#### Inégalités de salaire
Le revenu provient 1) des revenus d'activité, 2) des revenus du patrimoine, et 3) des effets de la redistribution. Comprendre les inégalités de revenu implique donc, tout d'abord, d'analyser la distribution des salaires entre les travailleurs.
Ces inégalités ont longtemps été analysées (en particulier en France par l'INSEE) en ne s'intéressant qu'aux salaires à temps complet sur l'année. Dans ce cas, les inégalités de salaire sont systématiquement plus faibles que les inégalités de revenu. Le rapport interdéciles est, ainsi, en France en 2006 inférieur à 3, alors qu'il est de 3,41 pour les revenus. Autrement dit, le seuil à partir duquel on appartient aux 10 % des salariés les mieux payés est 2,9 fois supérieur au seuil en dessous duquel on appartient aux 0 % des salariés les moins rémunérés.
| Déciles                     | Salaires à temps complet sur toute l'année (hors fonction publique) | Revenus salariaux perçus et allocations chômage |
| --------------------------- | ------------------------------------------------------------------- | ----------------------------------------------- |
| 1er décile (D1)             | 12 718                                                              | 4 527                                           |
| 2e décile (D2)              | 14 219                                                              | 9 124                                           |
| 3e décile (D3)              | 15 545                                                              | 12 590                                          |
| 4e décile (D4)              | 16 977                                                              | 14 879                                          |
| Médiane (D5)                | 18 631                                                              | 16 896                                          |
| 6e décile (D6)              | 20 685                                                              | 19 140                                          |
| 7e décile (D7)              | 23 430                                                              | 21 887                                          |
| 8e décile (D8)              | 27 826                                                              | 25 937                                          |
| 9e décile (D9)              | 36 941                                                              | 33 564                                          |
| Rapport interdécile (D9/D1) | 2,9                                                                 | 7,41                                            |

Les inégalités salariales apparaissent toutefois sous un autre jour si on ne s'intéresse pas qu'au seul cas des salariés à temps complet ayant travaillé toute l'année. En effet, si l'on prend en compte l'ensemble des revenus provenant d'une activité salariée perçus par les personnes ayant travaillé pendant l'année 2006, à temps complet ou non, sur toute l'année ou seulement sur une partie de celle-ci, les inégalités de rémunérations sont considérablement plus élevés : le rapport interdécile est alors de 7,41. Cette différence est essentiellement due à la faiblesse des rémunérations des salariés les moins bien payés. Pour l'ensemble des salariés, les 10 % les moins payés ont perçu moins 4 527 euros. Au contraire, si on ne considère que les salariés à temps complet ayant travaillé toute l'année, les 10 % les moins payés ont perçu moins de 12 718 euros.
La cause principale des faibles rémunérations salariales tient ainsi dans la précarité de l'emploi : les travailleurs pauvres sont ceux qui travaillent à temps partiel, ou qui subissent de longues périodes de chômage. L'instabilité de l'emploi fait peser un poids sur les rémunérations salariales qui est, avant tout, supporté par les salariés les moins rémunérés. Au faible salaire s'ajoute ainsi le risque de précarité. Au contraire, les mieux rémunérés subissent peu ce risque, et voient donc moins leurs salaires être amputés. Finalement, en tenant compte de la précarité de l'emploi, les inégalités salariales sont considérablement plus fortes. Ainsi, entre 1978 et 2005, les rémunérations salariales n'ont pas augmenté en France, malgré de très importantes hausses du SMIC, en raison de la croissance des emplois à mi-temps et de l'inactivité partielle. Les principales victimes de cette précarisation du marché du travail sont les plus jeunes et les moins qualifiés.

##### Évolutions

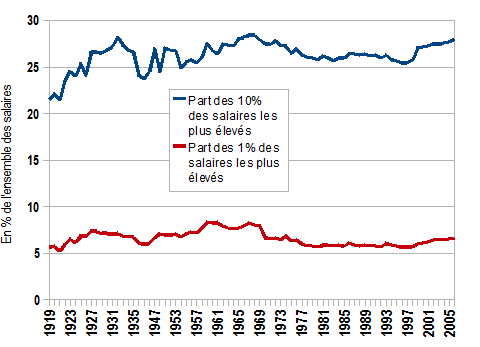
Part des salaires des et des salariés les mieux payés dans la masse salariale totale en France (1919-2005). Rupture de série en 1999. Données de Thomas Piketty et Camille Landais.

Au contraire des inégalités de revenu, les inégalités salariales ont très peu évolué depuis un siècle. Ces inégalités n'ont pas connu, en particulier, la brutale diminution d'après guerre constatée pour les revenus. Comme le montre Thomas Piketty (cf. graphique ci-contre), au-delà des fluctuations de courte période, les inégalités de salaire sont étonnamment stables à long terme. Les périodes de baisse des inégalités (comme en 1968 avec la très forte réévaluation du SMIC) sont, généralement, suivi de phase de remontée. Finalement, la part des 10 % des salariés les mieux rémunérés fluctue entre 25 et 28 % de la masse salariale totale, celle des 1 % autour de 1 %. De même, T. Piketty observe que la part des salariés les moins rémunérés est restée stable autour de 1 %.
Néanmoins, les données de T. Piketty portent uniquement sur les salariés à temps plein travaillant toute l'année qui, comme on l'a vu, connaissent des inégalités beaucoup moins fortes que l'ensemble des personnes ayant touché des revenus salariaux, que ce soit en travaillant à temps partiel ou en ayant connu des périodes de chômage ou d'inactivité. Ses conclusions pourraient, par conséquent, ne pas valoir pour l'ensemble des salariés. Toutefois, une étude de l'INSEE laisse penser que l'on retrouve les mêmes conclusions lorsque l'on s'intéresse à tous les salariés, y compris ceux qui n'ont pas travaillé à temps complet toute l'année : dans ce cas, le rapport interdécile, quoique plus élevé, est relativement stable, au moins jusque dans les années 1990.
Toutefois, depuis le milieu des années 1990, il semblerait que les inégalités salariales soient en augmentation. Plusieurs phénomènes sont en jeu. Premièrement, la précarité, comme on l'a vu, affecte les rémunérations, baissant celle des moins bien payés, en particulier des jeunes et des moins qualifiés. D'autre part, les rémunérations des salariés les mieux payés connaissent une augmentation sensible, d'autant plus forte que l'on monte dans la hiérarchie des hautes rémunérations. Entre 1998 et 2005, les 10 % des salariés les mieux payés ont vu leur rémunération augmenter de 8 %. Cette augmentation est 13 % pour les 1 % les mieux payés, de 30 % pour les 0,1 % les mieux payés et, enfin, de plus de 50 % pour les 0 % des salariés les mieux payés. Or, dans la même période, le salaire moyen des 90 % les moins bien payés n'a augmenté que de 3 %. On assiste donc à une explosion des rémunérations du sommet de la hiérarchie salariale, sur fond de stagnation des autres rémunérations. Cette explosion est, en partie, à l'origine de l'augmentation des inégalités de revenu, même si elle joue un rôle moindre que l'accroissement des inégalités de patrimoine. Enfin, dernier phénomène nouveau : les inégalités se développent au sein même des catégories-socioprofessionnelle, en particulier chez les cadres, où le rapport interdécile est de 4.

##### Inégalités salariales dans le monde
On retrouve, pour les inégalités salariales, les grandes oppositions que l'on avait constatées pour les inégalités de revenu. En 1990, alors que, dans les pays scandinaves, le seuil au-dessus duquel on fait partie des 10 % les mieux payés n'était que deux fois supérieur à celui en dessous duquel on appartient aux 10 % des salariés les moins rémunérés, il était 5 fois supérieur aux États-Unis.
De fait, le phénomène le plus marquant est la très forte augmentation des inégalités salariales dans les pays anglo-saxon, sans commune mesure avec celle, récente et limitée aux très hautes rémunération, qu'a connu la France. Aux États-Unis, les inégalités avaient eu tendance à baisser entre la guerre et les années 1970. Depuis la fin des années 1970, elles ont augmenté, dépassant les niveaux d'avant guerre. Le salaire moyen des moins qualifiés a baissé dans les années 1990, tandis que les 10 % les mieux rémunérés ont vu leur salaire augmenter de 25 %. Néanmoins, lorsque l'on prend en compte des indices spécifiques à la catégorie sociale du coût de la vie, l'augmentation des inégalités de salaire depuis les années 1980 est plus faible que celle que l'on constate en utilisant les salaires nominaux. Les diplômés de l'université vivent généralement dans des villes dans lequel le coût de la vie a augmenté plus rapidement que dans les autres villes.

#### Inégalités de patrimoine

##### Très fortes inégalités

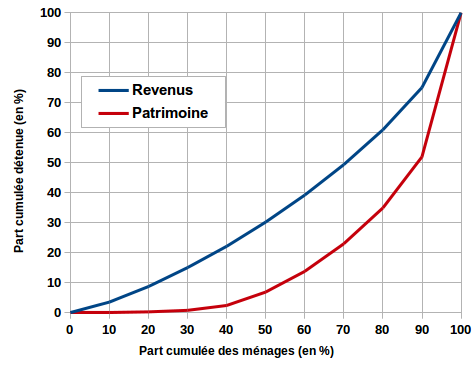
Courbe de Lorenz pour les revenus et le patrimoine en France en 2010.

Les revenus des individus ne proviennent pas seulement de leur activité professionnelle mais également de leur patrimoine, c'est-à-dire de l'ensemble des actifs (immobiliers ou financiers) qu'ils possèdent. Or, les inégalités de patrimoine sont encore plus fortes que celles de revenus, et accentuent d'autant les inégalités de richesse.
Une courbe de Lorenz permet de voir le niveau très important de concentration des patrimoines en France en 2010. Sur l'axe horizontal sont disposés les ménages, des moins aux plus riches, en pourcentages cumulés. Sur l'axe vertical figure le patrimoine cumulé correspondant au pourcentage cumulé de ménages. Ainsi, on constate que près de 25 % des ménages les plus pauvres n'ont presque aucun patrimoine (la courbe est plate, proche de 0 %). Les 50 % des ménages les plus pauvres possèdent approximativement 6 % du patrimoine total en France. Les 90 % des plus pauvres 54 %. Autrement dit, les 50 % des ménages les plus riches ont 94 % du patrimoine total et les 10 % les plus riches près de la moitié du patrimoine total (46 %). Les inégalités de patrimoine sont donc considérables, et d'autant plus accentuées que l'on monte dans la hiérarchie de la richesse.
Par leur ampleur, ces inégalités contrastent avec celles de revenu, qui ne sont pourtant pas faibles. Les 10 % des ménages au revenu le plus important ont 25 % des revenus totaux, soit une proportion deux fois moindre que celle des 10 % des ménages avec le patrimoine le plus important qui possèdent, comme on l'a vu, près de la moitié du patrimoine en France.

##### Baisse marquée auXXesiècle

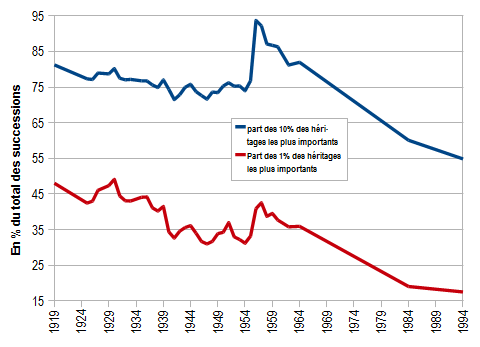
La part des et des droits des successions les plus importantes dans le total des successions en France (1919-1994). Données de Thomas Piketty.

Les travaux de Thomas Piketty font ressortir que, d'une part, les inégalités de patrimoine ont fortement baissé au XXe siècle et que, d'autre part, cette baisse est responsable de la diminution des inégalités de revenu, puisque les inégalités de salaire sont restées stables. Pour analyser cette évolution, T. Piketty a utilisé comme indicateur la part des plus grosses successions à la suite d'un décès dans la valeur totale des successions. Ce que transmet un individu à sa mort est, en effet, un indicateur puissant des richesses qu'il a accumulées durant sa vie. Or, au début du XXe siècle, la part des plus gros héritages dans l'ensemble des successions était considérable : en 1919, la valeur des 10 % des plus gros d'entre eux représentait 80 % de la valeur totale des héritages. Cette concentration extrême des patrimoines va très fortement baisser avec la guerre : les 1 % des plus gros héritages passent de 50 % à 33 % de la valeur totale. Elle ne se reconstituera pas ensuite, la baisse des inégalités s'accélérant même durant la deuxième moitié des Trente Glorieuses. Le point le plus remarquable est que cette diminution des inégalités de patrimoine s'est opérée alors que les revenus du capital restaient relativement stables. Ce n'est donc pas le capital, pris dans son ensemble, qui a diminué, mais la concentration de celui-ci au sein d'un très petit groupe social.
Avec cette très forte baisse s'est opérée une mutation fondamentale dans la société française : les rentiers ont disparu. Le sommet de la hiérarchie sociale, au début du XXe siècle, était occupé par une classe très restreinte de très gros propriétaires qui vivaient des revenus de cette propriété. Les revenus du travail n'entraient pas, ou presque pas, dans leur richesse. Au contraire, au terme de cette disparition des plus considérables fortunes, les individus qui ont les plus gros revenus les obtiennent pour une bonne part grâce à leur revenu du travail : en 2004, 60 % du revenu des 10 % les plus riches provenait de rémunération salariale (contre 70 %, il est vrai, pour le décile suivant).

##### Augmentation depuis le milieu des années 1990
La réduction des inégalités s'est interrompue il y a 25 ans. Et, comme pour les autres inégalités économiques, les inégalités de patrimoine augmentent depuis 10 ans. Ainsi, entre 1997 et 2003, le patrimoine médian des 10 % des ménages les plus riches a augmenté de 52 %, tandis que celui des 10 % les plus pauvres restait toujours égal à presque 0 euro.
Cet accroissement des inégalités résulte de deux effets :
- Premièrement, les revenus du patrimoine se sont accrus, notamment les dividendes perçus par les actionnaires, tandis que les salaires stagnaient. Or, comme le patrimoine est très concentré, ces revenus supplémentaires ont profité aux personnes qui disposaient déjà d'un patrimoine et ont donc pu en accumuler davantage. Ainsi, entre 1998 et 2005, les salaires ont augmenté de 1 % par an, tandis que les revenus fonciers s'accroissaient de 2,2 % et les revenus mobiliers (actions, etc.) de 4 %. Les 25 % des Français qui n'ont pas de patrimoine n'ont par conséquent pas bénéficié de cette hausse. D'autre part, l'ensemble des biens patrimoniaux ont vu leur valeur fortement augmenter, en particulier les biens immobiliers. Là encore, seuls ceux qui disposaient déjà d'un patrimoine ont pu en bénéficier. Ils en ont d'autant plus bénéficié que celui-ci était plus élevé, ce qui a renforcé les inégalités initiales[réf. nécessaire].
- La montée des inégalités à partir des années 1990 est en partie due à la disparition de l'Union soviétique. L’économiste Thomas Piketty souligne ainsi que « la réduction des inégalités au XXe siècle est très liée à l’existence d’un contre-modèle communiste. (…) Par la force de pression et la menace qu’il a représenté pour les élites propriétaires dans les pays capitalistes, il a très fortement contribué à transformer les rapports de forces et à permettre dans les pays capitalistes l’émergence d’un régime fiscal, d’un régime social, d’un régime de sécurité sociale qui aurait été très difficile à imposer sans ce contre-modèle »[46].

#### Dynamique des inégalités économiques

##### Effets cumulatifs
Comme les autres inégalités, les inégalités économiques ont un caractère cumulatif : elle s'entretiennent les unes les autres. Les inégalités de revenu résultent des inégalités de patrimoine et de rémunération d'activité. Les inégalités de revenu engendrent à leur tour, pour partie, ces inégalités, particulièrement celles de patrimoine. En effet, l'épargne qui est la partie non consommée du revenu est également la source d'alimentation du patrimoine. Or, le taux d'épargne est d'autant plus élevé que le revenu est élevé : un ménage riche peut satisfaire ses besoins fondamentaux et disposer de sommes en surplus pour épargner, et ce d'autant plus que son revenu est élevé, ce que ne peuvent faire les ménages les plus pauvres. Ce mécanisme explique, pour une part, que les inégalités de patrimoine soient plus fortes que celles de revenu. Inégalités de patrimoine qui, par les revenus qu'elles génèrent, vont grossir à leur tour les inégalités de revenu, dans un cercle cumulatif. Ce mécanisme a donné lieu à l'hypothèse de la constitution des "réserves" comme facteur de développement de la vulnérabilité, et donc des inégalités.
Enfin, l'importance des inégalités économiques est telle que, dans beaucoup d'analyses sociologiques, ce sont elles qui génèrent, pour l'essentiel, la structure fondamentale de la société. En particulier, la tradition marxiste considèrent que les inégalités de patrimoine qui opposent détenteurs du capital aux travailleurs qui en sont dépourvus est à l'origine de la structure de classe des sociétés capitalistes. On peut contester ces analyses, notamment parce qu'elles tendent à minorer l'importance d'autres inégalités, en particulier celles de sexe (critique féministe), celle de capital culturel (critique bourdivine) ou celle de pouvoir politique (critique d'inspiration wébérienne).

##### Baisse et remontées
Au cours du XXe siècle, les inégalités de revenu ont diminué dans un grand nombre de pays développés, essentiellement entre 1939 et 1960. Thomas Piketty et Emmanuel Saez attribuent cette baisse aux effets des impôts, en particulier sur le revenu. La grande dépression, puis les destructions de la seconde guerre mondiale et la période de très forte inflation qui l'ont accompagnée ont eu pour effet d'affecter très fortement les patrimoines, en particulier les plus importants. Cette baisse des inégalités de patrimoine a généré à son tour la baisse des inégalités de revenu, alors que les inégalités salariales restaient stables. Pour T. Piketty et E. Saez, les impôts sur le revenu, qui deviennent très fortement progressifs à partir de la Seconde Guerre mondiale jusque dans les années 1980, vont interdire la reconstitution des patrimoines les plus importants.
Cependant, depuis une trentaine d'années dans les pays anglo-saxons, et de manière moins nette et plus récemment en France, les inégalités économiques ont recommencé à augmenter. Leur diminution passée ne relevait donc pas d'une logique nécessaire et durable du développement économique, comme le pensait Simon Kuznets, dans les années 1950, quand il a proposé la courbe qui porte son nom.
Même si, à long terme, la société française s’est considérablement ouverte, dans la France aujourd’hui, sept enfants de cadres sur dix exercent un emploi d’encadrement quelques années après la fin de leurs études. À l’inverse, sept enfants d’ouvriers sur dix demeurent cantonnés à des emplois d’exécution. « C'est bien dans les revenus du travail que les inégalités augmentent continuellement. Bien sûr, les inégalités de patrimoine viennent exacerber celles de revenus ». La hausse des inégalités salariales se fondent sur deux tendances économiques lourdes : la stagnation des plus faibles revenus salariaux, accompagnée d'une hausse des très hautes rémunérations, hausse d'autant plus forte que l'on escalade la hiérarchie des salaires.
La stagnation des revenus des plus faibles revenus salariaux prend la forme d'une précarité croissante de l'emploi, qui génère des périodes de chômage, particulièrement en Europe, et d'une stagnation des salaires, particulièrement aux États-Unis. « Qu'elle prenne la forme de l'inégalité face à l'emploi ou de l'inégalité face au salaire, l'inégalité réelle des revenus du travail a donc augmenté dans tous les pays occidentaux depuis les années 1970 ». Parallèlement, les très hautes rémunérations ont explosé. Entre 1989 et 2000, la rémunération totale d'un PDG a augmenté de 342 % aux États-Unis, alors que le salaire horaire médian n'augmentait que de 5,8 %.
Trois grandes explications sont proposées : premièrement l'effet d'un progrès technique « biaisé ». Dans une perspective néo-classique, les rémunérations salariales sont le reflet de la productivité individuelle. Le progrès technique récent aurait pour effet de favoriser la productivité des plus qualifiés, et de faire stagner celle des moins qualifiés, remplaçables par des machines. Cette explication rend mal compte du fait que la hausse des inégalités est d'autant plus forte que l'on monte vers les très hauts salaires : fortes pour les 10 % des salaires les plus élevés, elle est très forte pour les 1 % et exponentielle pour les 0,1 %. On voit mal comment le progrès technique pourrait cibler si nettement les plus hautes des plus hautes rémunérations. Et on a du mal à penser que la productivité des PDG ait progressé de 342 % en 10 ans.[Interprétation personnelle ?]
La deuxième grande explication rattache cette hausse des inégalités aux effets de la mondialisation. En mettant en concurrence les travailleurs pauvres des pays les plus pauvres avec ceux des pays riches, la mondialisation aurait eu pour effet de diminuer les salaires de ces derniers. Au contraire, les salariés les mieux qualifiés profiteraient de la mondialisation, car leurs activités auraient trouvé de nouveaux débouchés sur la planète entière.
Enfin, la dernière explication, plus sociologique, met en avant la transformation des rapports de force entre capital et travail depuis 30 ans. Avec le déclin rapide de la classe ouvrière et du syndicalisme, les salariés en bas de l'échelle n'ont plus les moyens de mener des luttes collectives pour leur rémunération. Cette perte d'influence aurait accompagné le passage d'un capitalisme de manager à un capitalisme actionnarial, organisé autour de la production de la valeur pour l'actionnaire. Dans ce cadre, la gouvernance des entreprises vise à offrir une haute rentabilité à ses actionnaires. Cela serait la cause de la hausse des revenus financiers, parallèle à la stagnation des salaires. D'autre part, comme le soutient notamment Michel Aglietta, le management supérieur des entreprises se serait servi de cette transformation pour obtenir de très hautes rémunérations, notamment à travers le versement de stocks options qui, en étant indexées sur les cours de la bourse, sont supposées inciter les managers à agir dans les intérêts des actionnaires. La doctrine de la valeur managériale aurait ainsi, paradoxalement, permis une libération du pouvoir des managers et la captation par ceux-ci d'une part de plus en plus importantes des plus values produites. On peut, enfin, y voir un effet de la baisse des taux d'imposition, considérable aux États-Unis. Baisse qui participe, du reste, du même contexte sociologique et intellectuel que l'accroissement du pouvoir actionnarial.

### Articles ou revues sociologiques
- « L'école conservatrice. Les inégalités devant l'école et devant la culture », Bourdieu Pierre, Revue Française de Sociologie, 1966.
- « les nouvelles inégalités entre salariés », Cahiers français, Paris, La Documentation Française, no 314, 2003, p. 11–17.
- « Le processus d'intégration des immigrés en France: inégalités et segmentation ». Safi Mirna, Revue française de sociologie, 47-1, p. 3-48, 2006.
- « Les hauts revenus en France(1998-2006) :Une explosion des inégalités ? », Camille Landais, 2007.téléchargeable dans une version de 44 pages.
- « Inégalités sociales persistantes », Revue suisse de sociologie, Numéro hors série, Vol. 38, cahier 2, 2012.
- « Trajectoires de santé, inégalités sociales et parcours de vie », Claudine Burton-Jeangros, Swiss Academies Communications, vol. 11, n°8, 2016. (pdf)

#### Vidéo-conférence sur les inégalités
Ces vidéos sociologiques font partie d'un programme de l'université Paul Verlaine de Metz.
- À l'épreuve des inégalités de santé au travail par VOLKOFF Serge et MAGRO Raymond.
- À l'épreuve des inégalités au travail INTERVENANT : GOLLAC Michel et MAGRO Raymond.
- À l'épreuve des inégalités culturelles par LEVERATTO Jean-Marc et MAGRO Raymond.
- À l'épreuve des inégalités de genres par MARUANI Margaret.